# トウテムポール
トウテムポール（Toutemu Poru / Totem Pole、7月21日生）は、日本の農家兼漫画家。女性。岩手県出身。現在は岩手県に在住。

## 略歴
- 2005年 - 同人誌を発行。
- 2007年 - 『星のやうにさよなら』掲載。
- 2013年 - 『東京心中』、『opera』（茜新社）連載。同人誌（本編）、雑誌（番外編vol.36 - 39）⇒同人誌（番外編）、雑誌（本編vol.40 - ）。
- 2015年3月6日 - 『或るアホウの一生』、『ヒバナ』（小学館）連載。2017年8月7日発売の2017年9月10日号をもって刊行を終了→2017年9月28日、『マンガワン』へ移籍。

## 受賞
- 星のやうにさよなら（70P）、志ろう（トウテムポール）。アフタヌーン四季賞2007年秋池上遼一特別賞。
- 東京心中、トウテムポール。このBLがやばい！2014 1位。

## 作品リスト

### 連載
- 『東京心中』（2013年 - 、雑誌「opera」、茜新社、単行本現在11巻）
- 『或るアホウの一生』（2015年 - 2018年、雑誌「ヒバナ」⇒移籍マンガワン、小学館、単行本現在4巻）※第一部完
- 「三つ子の魂百閒まで　内田百閒物語」 （2020年 - 、雑誌「小説 野性時代」、KADOKAWA）[1]
- 『ジドリの女王 〜氏家真知子 最後の取材〜』（2022年 - 、雑誌「モーニング」、講談社）

### 単行本
- 東京心中上（茜新社、2013年1月25日）
- 東京心中下（茜新社、2013年1月25日）
- 東京心中2:愛してるって言わなきゃ殺す（茜新社、2013年2月28日）
- 東京心中3:君も人生棒に振ってみないか？（茜新社、2013年3月29日）
- 東京心中4:アンタのドレイのママでイイ（茜新社、2014年8月8日）
- 東京心中5:聖誕祭（茜新社、2015年10月7日）
- 或るアホウの一生1（小学館、2015年10月7日、橋本崇載（棋譜監修））
- 東京心中6:はるのしんぞう（茜新社、2016年10月1日）
- 或るアホウの一生2（小学館、2016年10月12日、橋本崇載（棋譜監修））※「東京心中」の番外編も収録されている。
- 東京心中7:ブラック ドッグ ノー ビスケッツ（茜新社、2017年10月28日）
- 或るアホウの一生3（小学館、2017年11月10日、橋本崇載（棋譜監修））
- 東京心中8:いつだってそうだ正気でいられない（茜新社、2018年8月30日）
- 或るアホウの一生4（小学館、2019年1月18日、橋本崇載（棋譜監修））[2]※電子書籍のみ
- 東京心中9:東京家族（茜新社、2019年5月31日）
- 東京心中10:寿（茜新社、2021年3月30日）

### 限定小冊子
- アホウ&東京心中コラボ note 001（B5）（小学館/茜新社、2016年1月1日）
- OPERA Menu di stagione 1（A5、36P）（茜新社、2018年02月28日）※東京心中番外編「宮坂の夢」収録されている。
- OPERA コラボカフェ記念小冊子 in the cafe（茜新社、2018年3月16日）※東京心中番外編「カフェ」収録されている。

### 読み切り
- 星のやうにさよなら（70P）（講談社、月刊アフタヌーン付録小冊子「アフタヌーン四季賞PORTABLE」、2007年）
- 海に行く道（小学館、月刊IKKI2013年12月、2013年、休刊）
- グッドバイ（62P）（講談社、good!アフタヌーン39号、2014年）
- サヨナラせんぷうき（マッグガーデンのWEBコミックサイト・EDEN vol.1、2014年）
- 人間の証明（28P）（講談社、good!アフタヌーン2015年4号、pp.227-254、2015年）
- 明け方のカラス（42P）（講談社、good!アフタヌーンン2017年4号、pp.317-358、2017年）
- 探してよ（32P）（講談社、モーニング2019年15号、2019年）

### 同人誌
サークル名「青空駐車とトウテムポール」。
主な作品に『おおきく振りかぶって』同人誌、『東京心中』、『或るアホウの一生』がある。
- 『おおきく振りかぶって』
  - 再録集壱巻「少年 春と修羅」（1～5話目集録）（220P、B6）（2006年12月29日）
    - 1 冊目「君に会いにゆこう」（42P、B5）（2005年4月29日）
    - 1.5 冊目（B5）（2005年4月29日）
    - 2 冊目「バッテリーこうじ」（B5）（2005年7月18日）
    - 3 冊目「もうちょっと右だったらストライク」（B5）（2005年11月23日）
    - 4 冊目「マシマロモンスター」（B5）（2006年1月29日）
    - 5 冊目「デーゲーム Day Game」（B5）（2006年5月4日）

  - 再録集弐巻「少年 屈折率」（6～9話目集録）（180P、B6）（2010年8月14日） 
    - 6 冊目「望棒グラフ」（36P、B5）（2006年6月9日）
    - 7 冊目「蓄電慕情」（B5）（2006年9月18日）
    - 8 冊目「乙女のスクイス」（20P、B5）（2006年9月18日）
    - 9 冊目「美しい決意 A beautiful decision」（ 40P、B5）（2006年12月29日）

  - 再録集参巻「少年 グラウンド電柱」（B6）
  - 10 冊目「BLUE sympathy 青のシンパシー」（40P、B5）（2007年2月25日）
  - 11 冊目「オコサマドットコム」（B5）（2007年5月3日）
  - 12 冊目「 I scream」（64P、B5）（2007年8月18日）
  - 12.5 冊目「本日の日記」（B5）（2007年10月14日）
  - 「MARRY GO ROUND マリィゴゥラウンド」（2010年5月3日）
- 『東京心中』
  - 再録集壱巻（1～5話目集録）（2010年8月14日、コミケ78）
    - 1 冊目「入口はどこにでもあル」
    - 2 冊目「アンタの欲しいノ知ってるヨ」
    - 3 冊目「初恋」（2008年10月26日、Jガーデン25）
    - 4 冊目「いなくていいひと」（2009年3月8日、Jガーデン26）
    - 5 冊目「いてもいいひと」（2009年3月15日、春コミ14）

  - 再録集弐巻（6～9話目集録）2011年6月26日、Jガーデン30）
    - 6 冊目「ワァド」（2009年8月16日、コミケ76）
    - 7 冊目「アイアンメイデン」（2009年10月25日、Jガーデン27）
    - 8 冊目「ワンルーム」（2009年12月30日、コミケ77）
    - 9 冊目「スーサイドモーニング」（2010年5月2日、スパコミ19）

  - 再録集参巻（10～14話目集録）（2012年4月1日、Jガーデン32）
    - 10 冊目「暴露」（2010年8月14日、コミケ78）
    - 11 冊目「愛してるって言わなきゃ殺す」（2010年10月31日、Jガーデン29）
    - 12 冊目「理由」（2010年12月30日、コミケ79）
    - 13 冊目「ロデオ」（2011年6月26日、Jガーデン30）
    - 14 冊目「デモドリ」（2011年8月14日、コミケ80）

  - 15 冊目「ヒゲとなみだ」（2011年10月9日、Jガーデン31）
  - 16 冊目「ウォーキンアンドスリーピン」（2011年12月30日、コミケ81）
  - 17 冊目「君も人生棒に振ってみないか」（2012年4月1日、Jガーデン32）
  - 18 冊目「初めての撮影機」（2012年9月2日、コミティア101）
  - 19 冊目「変態化」（2012年10月8日、Jガーデン33）
  - 20 冊目「金色夜叉」（2013年3月3日、Jガーデン34）
  - 21 冊目 番外編「友達in東京」（2013年8月11日、コミケ84）
  - 番外編「イルミネーションのゴミ」（2014年12月28日、コミケ87）
  - 番外編「行きて帰りし物語」（2015年3月8日、Jガーデン38）
  - 番外編「裏」（2016年8月12日、コミケ90）
  - 「バニーボーイ」（2019年8月9日、コミケ96）
  - 「カルチャー」（2019年12月28日、コミケ97）
- その他
  - 無題
  - トウテムゲーム紀行
  - フリートーク
  - フリートーク 2
  - フリートーク 3（2017年12月30日、コミケ93）
  - フリートーク 4（コミケ94）
- 『或るアホウの一生』
  - 青空 迫メイン本（28P、B5）（2018年12月29日、コミケ95）[3]※過去ペーパーも収録。東京心中も数ページ描きおろし。

### その他出版物
- 東京心中番外編とインタビュー（宙出版、このBLがやばい! 2014年度版 、2013年12月11日）[4]
- 「ビーラブシネマ情報局」コーナー（講談社、BE・LOVE、2014年3月1日）[5]
- 4P漫画（徳間書店、月刊コミックゼノン2019年5月号、2019年3月25号）[6]

## インタビュー
- 宙出版、このBLがやばい! 2014年度版 、2013年[4]。
- 茜新社、opera vol.40｜トウテムポール特集、2013年[7]。
- 美術出版社、美術手帖2014年12月号、2014年[8]。
- cakes編集部、将棋女子座談会、2015年[9]。
- 飛鳥新社、季刊エス2016年4月号（复刊ドットコム）、2016年[10]。
- 宙出版、BL進化論、pp.124-149、2017年[11]。